# Juan José Borrelli
Pour les articles homonymes, voir Borrelli.
Juan José Borrelli, né le 8 novembre 1970 à San Isidro (Argentine), est un footballeur argentin, évoluant au poste de milieu offensif. Au cours de sa carrière, il évolue à River Plate, au Panathinaïkos, au Real Oviedo, à San Lorenzo, au Club Atlético Tigre, au Club Deportivo Maldonado et à l'Akratitos ainsi qu'en équipe d'Argentine.
Borrelli ne marque aucun but lors de ses sept sélections avec l'équipe d'Argentine entre 1995 et 1997. Il participe à la Copa América en 1995 avec l'équipe d'Argentine.

## Biographie
Évoluant au poste de milieu offensif, Borrelli fait partie de l'équipe d'Argentine qui dispute la Copa América en 1995. Il compte sept sélections pour aucun but entre 1995 et 1997.

## Carrière de joueur
- 1988-1991 :  River Plate
- 1991-1996 :  Panathinaïkos
- 1996-1997 :  Real Oviedo
- 1997-1998 :  River Plate
- 1998-2001 :  San Lorenzo
- 2000-2001 :  Club Atlético Tigre
- 2001-2002 :  Club Deportivo Maldonado
- 2001-2002 :  Akratitos[2]

### Palmarès

#### En équipe nationale
- 7 sélections et 0 but avec l'équipe d'Argentine entre 1995 et 1997

#### Avec River Plate
- Vainqueur de la Supercopa Sudamericana en 19976
- Vainqueur du Championnat d'Argentine en 1997 (Tournoi d'ouverture)

#### Avec le Panathinaikos
- Vainqueur du Championnat de Grèce en 1995 et en 1996